# Tetenhusen
Tetenhusen (duń. Tetenhuse) – miejscowość i gmina w Niemczech w kraju związkowym Szlezwik-Holsztyn, w powiecie Schleswig-Flensburg, wchodzi w skład  urzędu Kropp-Stapelholm.